# Autostrada A520 (Franța)
Autostrada A520, sau A520, este o autostradă franceză scurtă, ramură a A52, care o leagă de RD560 la nivelul localității Auriol. Face parte din fostul proiect al A52.
Este concesionată companiei Escota și integrată în sistemul de taxare închis al A52.

## Istoric
Declarație de utilitate publică:
- 01.06.1967: Întregul traseu al autostrăzii (A52 - RD560)[2], (declarație reînnoită la 07.08.1972[3])

Dare în exploatare:
- 29.08.1974: Întregul traseu al autostrăzii (A52 - RD560)

## Traseu
| De la A52 până la RD560; secțiune cu taxă concesionată către Escota. |                                                                           |     |
| A52                                                                  |                                                                           |     |
| Intersecție                                                          | Nod rutier între A52 și A520: Aix-en-Provence, Nisa (nod rutier parțial). | A52 |
| A520                                                                 |                                                                           |     |
|                                                                      | Punctul de taxare Auriol.                                                 |     |
| A520                                                                 |                                                                           |     |
| RD560                                                                | Auriol, Saint-Zacharie, Saint-Maximin-la-Sainte-Baume, Brignoles          |     |